# Ladakh
Ladakh, hay Lạp Đạt Khắc (拉達克) là một khu vực ở bang Jammu và Kashmir của Ấn Độ. Nó kéo dài từ Siachen Glacier trong phạm vi Karakoram đến Himalaya ở phía nam và có người gốc các dân tộc Ấn-Arya và Tây Tạng. Đây là một trong những khu vực dân cư thưa thớt nhất ở Ấn Độ và văn hóa và lịch sử của nó có liên quan chặt chẽ với Tây Tạng. Ladakh nổi tiếng với vẻ đẹp và văn hóa miền núi xa xôi.
Trong lịch sử, khu vực này bao gồm các thung lũng Baltistan (Baltiyul) (hiện chủ yếu ở Pakistan), toàn bộ Thung lũng Indus, từ xa Zanskar, Lahaul và Spiti ở phía nam, phần lớn Ngari bao gồm vùng Rudok và Guge ở phía đông, Aksai Chin ở phía đông bắc (kéo dài đến Kun Lun Mountains) và Thung lũng Nubra ở phía bắc trên Khardong La trong dãy Ladakh. Ladakh đương đại giáp Tây Tạng ở phía đông, các khu vực Lahaul và Spiti ở phía nam, các vùng của Kashmir, Jammu và Baltiyul về phía tây và góc tây nam của Tân Cương qua Karakoram Pass ở phía bắc xa.
Aksai Chin là một trong những khu vực biên giới tranh chấp giữa Trung Quốc và Ấn Độ. Nó được Trung Quốc quản lý như một phần của huyện Hotan nhưng cũng được Ấn Độ tuyên bố là một phần của vùng Ladakh thuộc bang Jammu và Kashmir. Năm 1962, Trung Quốc và Ấn Độ đã chiến đấu chiến tranh ngắn đối với Aksai Chin và Arunachal Pradesh, nhưng vào năm 1993 và 1996, hai nước đã ký thỏa thuận tôn trọng Tuyến kiểm soát thực tế.
Trong quá khứ, Ladakh đã đạt được tầm quan trọng từ vị trí chiến lược của mình tại ngã tư của các tuyến thương mại quan trọng, nhưng kể từ khi chính quyền Trung Quốc đóng cửa biên giới với Tây Tạng và Trung Á vào những năm 1960, thương mại quốc tế đã bị thu hẹp trừ du lịch. Từ năm 1974, Chính phủ Ấn Độ đã khuyến khích thành công du lịch ở Ladakh. Vì Ladakh là một phần của chiến lược quan trọng Jammu và Kashmir, quân đội Ấn Độ duy trì sự hiện diện mạnh mẽ trong khu vực.
Thị trấn lớn nhất ở Ladakh là Leh, tiếp theo là Kargil. Chính quyền của Jammu và Kashmir đã tạo ra một khu vực hành chính riêng biệt từ Kashmir với trụ sở trên cơ sở luân phiên sáu tháng (mùa hè) ở Kargil và sáu tháng ở Leh (mùa đông). Phật giáo Tây Tạng (39,7%) và Hindu giáo (12,1%) đại diện chung cho phần lớn dân số trong khi đa số người Ladakh (46,4%) là người Hồi giáo (chủ yếu là Shia). Other religious groups include Sikhs.
Một số nhà hoạt động từ Leh trong thời gian gần đây đã kêu gọi Ladakh được coi là một lãnh thổ liên minh vì nhận thấy sự đối xử bất công bởi sự khác biệt văn hóa của Kashmir và Ladakh với chủ yếu là người Hồi giáo Kashmir trong khi một số người ở Kargil phản đối tình trạng lãnh thổ liên minh cho Ladakh.
Vào tháng 8 năm 2019, Nghị viện Ấn Độ đã thông qua dự luật có các điều khoản để tái lập Ladakh thành lãnh thổ liên minh ở Ấn Độ.